# نوده، شماخی
نوده (به ترکی آذربایجانی: Nüydi) یک منطقهٔ مسکونی در جمهوری آذربایجان است که در شهرستان شماخی واقع شده‌است. نوده ۶۳۲ نفر جمعیت دارد.